# Murphy (Texas)
Murphy é uma cidade localizada no estado norte-americano do Texas, no Condado de Collin.

## Demografia
Segundo o censo norte-americano de 2000, a sua população era de 3099 habitantes.
Em 2006, foi estimada uma população de 12.789, um aumento de 9690 (312.7%).

## Geografia
De acordo com o United States Census Bureau tem uma área de
13,6 km², dos quais 13,6 km² cobertos por terra e 0,0 km² cobertos por água.

## Localidades na vizinhança
O diagrama seguinte representa as localidades num raio de 12 km ao redor de Murphy.